# Lipovo Brdo
Lipovo Brdo es una localidad de Croacia en el municipio de Kapela, condado de Bjelovar-Bilogora.

## Geografía
Se encuentra a una altitud de 181 m s. n. m. a 93 km de la capital nacional, Zagreb.

## Demografía
En el censo 2011 el total de población de la localidad fue de 115 habitantes.
| Gráfica de población de Lipovo Brdo 1857-2011                       |
|                                                                     |
| Según los censos de población de la oficina estadística de Croacia. |